# Voetbalkampioenschap van Harz 1910/11
In 1910/11 werd het derde voetbalkampioenschap van Harz gespeeld, dat georganiseerd werd door de Midden-Duitse voetbalbond. 
Preußen Halberstadt werd kampioen en plaatste zich zo voor de Midden-Duitse eindronde, waar de club meteen een zwaar pak slaag kreeg van SC Erfurt 1895, het werd 10-0. 

## 1. Klasse

### Groep Oost
| Plaats | Club                       | Wed. | W | G | V | Saldo | Ptn.  |
| ------ | -------------------------- | ---- | - | - | - | ----- | ----- |
| 1.     | FC Askania Aschersleben    | 3    | 3 | 0 | 0 | 09:02 | 06:00 |
| 2.     | LBC 1908 Staßfurt          | 3    | 1 | 0 | 2 | 00:04 | 02:04 |
| 3.     | 1. FC Burgund Aschersleben | 4    | 0 | 0 | 4 | 02:05 | 00:08 |

 De wedstrijd LBC Staßfurt tegen Burgund Aschersleben werd niet gespeeld en als een doelpuntenloze overwinning voor Staßfurt geteld. 
|  | Finale titel |
|  | Degradatie   |

### Groep West
| Plaats | Club                        | Wed. | W | G | V | Saldo | Ptn.  |
| ------ | --------------------------- | ---- | - | - | - | ----- | ----- |
| 1.     | FC Preußen 1909 Halberstadt | 6    | 5 | 0 | 1 | 19:06 | 10:02 |
| 2.     | FK Britannia Quedlinburg    | 6    | 4 | 0 | 2 | 04:12 | 08:04 |
| 3.     | FC Germania Halberstadt     | 6    | 3 | 0 | 3 | 10:15 | 06:06 |
| 4.     | FK Hohenzollern Quedlinburg | 6    | 0 | 0 | 6 | 00    | 00:12 |

## Finale
|                  |                             |       |                         |             |
| 12 februari 1911 | FC Preußen 1909 Halberstadt | 4 – 0 | FC Askania Aschersleben | Quedlinburg |
| 12 februari 1911 |                             |       |                         | Quedlinburg |